# W&W
W&W est un groupe de disc jockeys et producteurs de musique d'electro house néerlandais, originaire de Bréda au Brabant-du-Nord. Il est composé de Willem van Hanegem et de Wardt van der Harst. Willem est le fils du joueur de football néerlandais Willem van Hanegem.

## Biographie
À la suite de leur rencontre en 2007, Willem et Wardt décident de fusionner leurs talents, leurs styles et leurs influences afin de créer leur propre son unique, composé, selon les propres termes du groupe, de « touches de trance, d’electro et de house : de big room en général. »
En juillet 2012, le groupe révèle la publication du titre Trigger aux côtés de Marcel Woods, publié au label discographique Revealed Recordings dirigé par Hardwell. Quelques jours plus tard, ils publient leur nouveau single Moscow sur leur propre label, Mainstage Music. La même année, ils atteignent la 25e place du DJ Mag Top 100. En 2013, le duo participe à deux remixes sur l'album Get Wet de Krewella. En août 2013, ils font paraître le titre Jumper aux côtés de Hardwell.
En février 2014, ils publient le single Bigfoot, qui devient premier des ventes sur Beatport. Il a par la suite un fort succès dans les stations de radio européennes mais aussi dans les festivals du monde entier. Le titre est par la suite remixé par plusieurs artistes, dont Oliver Heldens en 2015. Après cela, ils continuent à publier des titres à succès comme Rocket aux côtés de Blasterjaxx, et Waves avec Dimitri Vegas & Like Mike, devenu l'hymne de Tomorrowland en 2014. Cette même année, ils se classent 18e au DJ Mag Top 100 et participent à Tomorrowland l'année suivante au Brésil et en Belgique sur la scène principale ainsi qu'au Summer Festival peu avant.
En mars 2017, ils annoncent la création d'un nouveau projet appelé NWYR. Ils produisent alors des titres trance et se produisent sous ce même nom lors de festivals tels que l'Ultra Music Festival.

## Discographie
2011 : Impact (album)